# Baliza

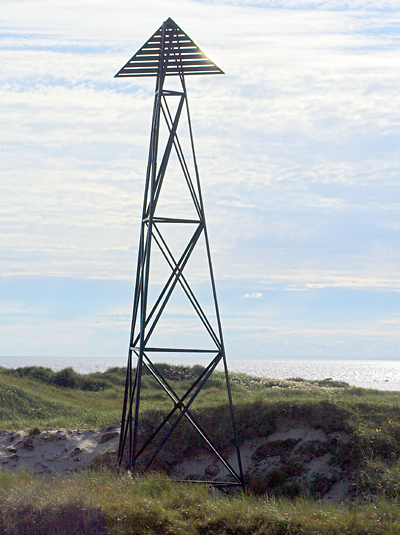
Baliza ciega (sin luz).

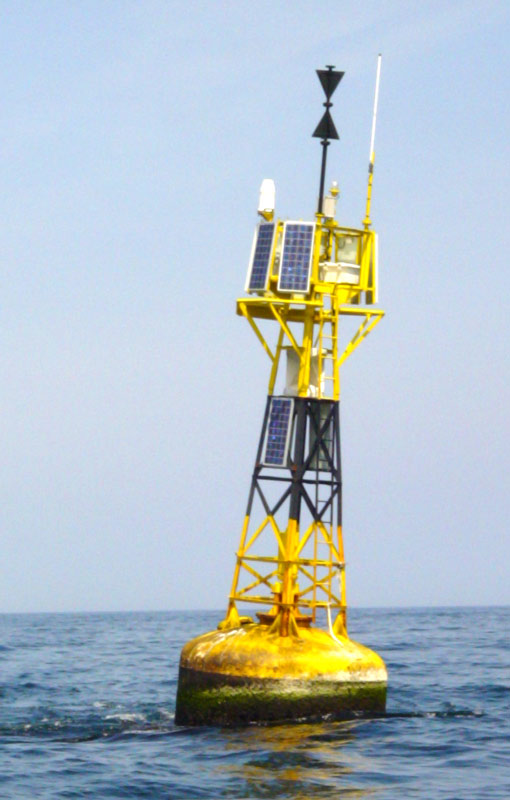
Baliza de ayuda a la navegación.

La baliza es un objeto señalizador, utilizado para indicar un lugar geográfico o una situación de peligro potencial.

## Descripción
En topografía, el verbo balizar es usado para referirse a la acción de ubicar un sitio en relación con otros, fácilmente ubicables, que aseguran el poder encontrarlo posteriormente.
En navegación, suele emplearse el término boya o boya de balizamiento.

## Clasificación
- Balizas activas: si emite una señal, sea del tipo que sea.
  - Emisoras de señales de radio (satélites GPS).
  - Emisoras de señales luminosas (faro).
  - Emisoras de señales ultrasonido (sonar).
- Balizas pasivas: si no emiten señal.

## En el ferrocarril
Existe un dispositivo emisor de señales electromagnéticas que son recogidas por un captador situado en el vehículo ferroviario.
Pueden ser de varios tipos, en función del sistema al que pertenezcan.

### ASFA

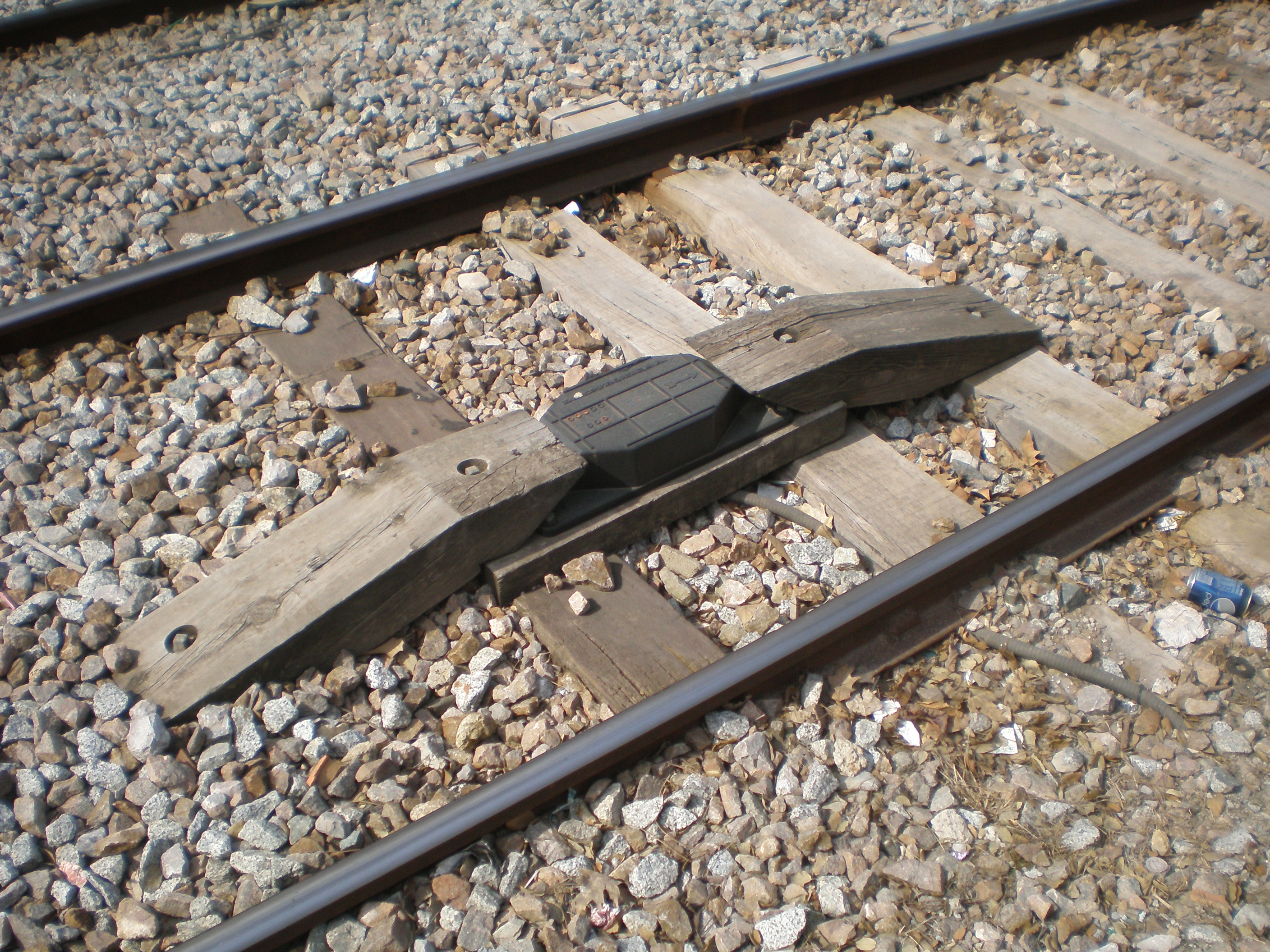
Baliza ASFA en la estación de Mollet-Santa Rosa (Mollet del Vallès, Vallés Oriental, provincia de Barcelona).

En el sistema ASFA existen tres tipos de balizas en función de su colocación en la vía:
- Baliza de pie de señal: situada entre los dos carriles de una vía, a la altura de una señal.
- Baliza previa: situada 300 metros antes de una señal, o a su distancia equivalente, según la declividad del trayecto.
- Baliza de limitación de velocidad: situada a la altura de una señal de limitación temporal de velocidad inferior a 50 km/h (en líneas de Adif).

### Eurobaliza
El grupo de soluciones técnicas utilizadas para balizas en el sistema ERTMS/ETCS se denomina eurobaliza.
Esta baliza está en uso en varios sistemas:
- European Train Control System (ETCS)
- EuroSignum
- EuroZub
- Sistema di Controllo della Marcia del Treno  (SCMT)
- Transmission balise-locomotive (TBL1+)
- Geschwindigkeitsüberwachung Neigetechnik (GNT)
- Zugbeeinflussungssystem S-Bahn Berlin (ZBS)